# 杉本新平
杉本 新平（すぎもと しんぺい）は日本の倫理学者。元富山大学教養部長・教授。勲等は勲三等旭日中綬章。学位は文学士。称号は富山大学名誉教授。

## 人物
富山県生まれ。室町時代初期の越中国の守護大名 桃井氏の一族 杉本氏の末裔を称する。
杉本は石川県金沢市にある第四高等学校を卒業後、京都帝国大学文学部哲学科に進学し、昭和21年（1946年）、京都帝国大学文学部哲学科を卒業。同年11月より、金沢工業専門学校講師、同23年（1948年）5月より富山薬学専門学校講師に転じた後、同26年より富山大学文理学部講師となる。当初、英語担当の講師として教壇に立ち、それよりやや遅れて哲学研究室の所属となった。昭和39年(1964年)に富山大学が開学15周年を迎えた際の記念式典で前身の旧高専時代からの功績により勤続20年表彰を受けた。昭和42年（1967年）4月、同学の教養部発足時に哲学研究室から教養部助教授に配置換され、その後、43年1月（1968年）、教授に昇任した。この間、附属図書館商議員、附属図書館長、評議員を歴任している。その後、昭和49年(1974年)、二神教養部長の再任確定後に体調不良により再任を辞退したことを受け、2月22日の教養部長の再選挙及び3月15日の評議会の議を経て同年4月1日、教養部長となり、昭和51年（1976年）2月18日の教養部長選挙と3月12日の評議員会で再選された。昭和63年(1988年)3月31日、教養部長を退任と同時に退官。40年以上の教員生活を終え、同年4月15日、富山大学名誉教授の称号を授与された。平成10年（1998年）4月29日における春の叙勲で勲三等旭日中綬章に叙せられた。

## 論文・発表要旨
- 水野明, 斎藤博道, 渡辺祐邦, 赤松宏, 渡辺幸博, 坂田親信, 杉本新平, 木村徳丸, 高野守正, 渡辺義晴「研究発表要旨」『哲学』第1968巻第18号、日本哲学会、1968年3月、135-155頁、CRID 1390001205323448576、doi:10.11439/philosophy1952.1968.135、ISSN 03873358。
- 杉本新平「学問 道徳 人格」『富山大学教養部紀要』4人文・社会科学、富山大学教養部、1972年3月、25-43頁、CRID 1520290885418940928、ISSN 0385843X。
- 杉本新平「「善の研究」の背景」『富山大学教養部紀要』第6号、富山大学教養部、1973年、21-29頁、CRID 1520290885362730368、ISSN 0385843X。
- 杉本新平「大学論私註」『富山大学教養部紀要. 人文・社会科学篇』第8号、富山大学教養部、1975年、21-49頁、CRID 1520290885399416704、ISSN 03858103。
- 杉本新平「「茶」に於ける道と美について」『富山大学教養部紀要. 人文・社会科学篇』第9号、富山大学教養部、1976年、19-30頁、CRID 1520572360376535168、ISSN 03858103。
- 杉本新平「カント義務論」『富山大学教養部紀要. 人文・社会科学篇』第20巻第1号、富山大学教養部、1987年、1-15頁、CRID 1520009410420445312、ISSN 03858103。

## 関連文献
- 国立情報学研究所ホームページ「CiNii Articles」
- 国立大学法人 富山大学ホームページ 「旧富山大学50年史」
- 旧富山大学庶務課編『[旧]富山大学学報 第154 号』（富山大学、1974年3月）
- 旧富山大学庶務課編『[旧]富山大学学報 第166 号』（富山大学、1977年3月）
- 旧富山大学庶務課編『[旧]富山大学学報 第401号』（富山大学、1998年6月）
- 富山新聞社『越中百家〈上巻〉』(北国出版社、1973年) ASIN: B000J9DA86